# Keisuke
Keisuke is een logische puzzel.

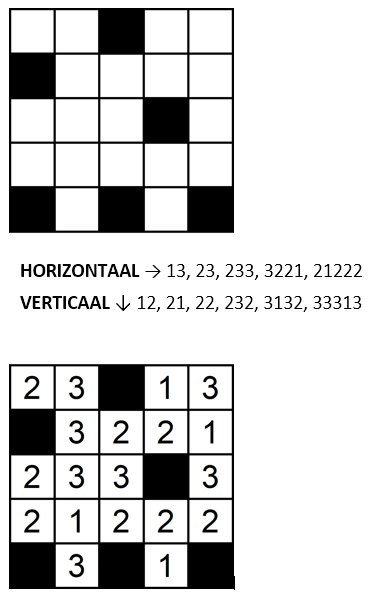
Keisuke met oplossing

Keisuke wordt gespeeld op een rechthoekig diagram, waarin enkele de vakjes gekleurd of zwart zijn. Bovendien staan buiten het diagram meerdere getallen gegeven, zowel horizontaal als verticaal.
De puzzel kan worden opgelost als een kruiswoordpuzzel met getallen. Het doel is om de lege vakjes zo in te vullen, dat de gegeven getallen in de aangegeven richting in het diagram passen. Keisuke werd ontworpen door de Japanse puzzeluitgeverij Nikoli.

## Oplossingsmethode
De beste manier om te beginnen, is te zoeken naar kruisende cijfers in de combinaties binnen het diagram. Als het diagram bijvoorbeeld één 2-cijferig/4-cijferig snijpunt toont, en er tussen de 2- en 4-cijferige nummers slechts één combinatie is die overeen komt met de kruisende cijfers, dan zijn de juiste waarden gevonden.